# 1911 au Yukon
Chronologie du Yukon
- 1907
- 1908
- 1909
- 1910
- 1911
- 1912
- 1913
- 1914
- 1915

Cette page concerne des événements d'actualité qui se sont produits durant l'année 1911 dans le territoire canadien du Yukon.

## Politique
- Commissaire : Alexander Henderson (jusqu'au 11 juin) puis Arthur Wilson (intérim)
- Commissaire de l'or : F.X. Gosselin (en)
- Législature : 1er

## Événements
- Fermeture de l'Hôtel Grand Forks (en).
- 21 septembre : Le Parti libéral du Canada subit une défaite aux élections générales avec 86 députés contre 132 pour le Parti conservateur et 2 candidats indépendants. Robert Laird Borden devient le nouveau premier ministre du Canada. Dans la circonscription du territoire du Yukon, le conservateur Alfred Thompson (en) défait le libéral et ex commissaire Frederick Tennyson Congdon (en).